# Championnats d'Europe de saut d'obstacles 1981
Navigation
Édition précédente Édition suivante
Les championnats d'Europe de saut d'obstacles 1981, seizième édition des championnats d'Europe de saut d'obstacles, ont eu lieu en 1981 à Munich, en Allemagne de l'Ouest. L'épreuve individuelle est remportée par l'Allemand Paul Schockemöhle et la compétition par équipe par l'Allemagne de l'Ouest.